# Billal Chibani
Billal Chibani (15 oktober 1998) is een Belgisch voetballer met een Algerijnse achtergrond die sinds 2023 uit komt voor Royal Excelsior Virton. Chibani is een middenvelder.

## Carrière
Chibani werd opgeleid door Sint-Eloois-Winkel Sport, Club Brugge, Lille OSC en Royal Excel Moeskroen. Bij die laatste club maakte hij op zondag 11 november 2018 zijn officiële debuut op het hoogste niveau: op de 15e speeldag van de Jupiler Pro League kreeg hij van trainer Bernd Storck een basisplaats tegen KRC Genk. Chibani mocht in zijn debuutseizoen zes competitiewedstrijden van de reguliere competitie opdraven. Nadien verdween hij helemaal uit beeld bij Moeskroen en werd hij zelfs teruggezet naar de beloften.
In de zomer van 2020 sloot Chibani zich aan bij de beloften van FC Nantes in de Championnat National 2. Chibani speelde twee seizoenen voor de club. In oktober 2023 vond hij met Excelsior Virton een nieuwe club.

## Clubstatistieken
| Seizoen         | Club                  | Land               | Competitie             | Competitie | Competitie | Beker | Beker | Supercup | Supercup | Europees | Europees | Totaal | Totaal |
| Seizoen         | Club                  | Land               | Competitie             | Wed.       | Dlp.       | Wed.  | Dlp.  | Wed.     | Dlp.     | Wed.     | Dlp.     | Wed.   | Dlp.   |
| --------------- | --------------------- | ------------------ | ---------------------- | ---------- | ---------- | ----- | ----- | -------- | -------- | -------- | -------- | ------ | ------ |
| 2018/19         | Royal Excel Moeskroen | Vlag van België    | Jupiler Pro League     | 7          | 0          | 1     | 0     | —        | —        | —        | —        | 8      | 0      |
| 2019/20         | Royal Excel Moeskroen | Vlag van België    | Jupiler Pro League     | 0          | 0          | 0     | 0     | —        | —        | —        | —        | 0      | 0      |
| 2020/21         | FC Nantes B           | Vlag van Frankrijk | Championnat National 2 | 3          | 0          | —     | —     | —        | —        | —        | —        | 3      | 0      |
| 2021/22         | FC Nantes B           | Vlag van Frankrijk | Championnat National 2 | 11         | 1          | —     | —     | —        | —        | —        | —        | 11     | 1      |
| 2023/24         | Excelsior Virton      | Vlag van België    | Eerste nationale       | 3          | 0          | —     | —     | —        | —        | —        | —        | 3      | 0      |
| Carrière totaal | Carrière totaal       | Carrière totaal    | Carrière totaal        | 24         | 1          | 1     | 0     | 0        | 0        | 0        | 0        | 25     | 1      |

Bijgewerkt op 25 oktober 2023
2 Vinck ·
3 Rizzo ·
4 Doué ·
5 Hamzaoui ·
7 Bukusu ·
8 Sadin  ·
9 Sula ·
10 Pinga ·
11 Ahlinvi ·
14 Guillaume ·
17 Allach ·
18 Mouaddib ·
20 Napoletano ·
21 Aabbou ·
23 Martin ·
24 Hery ·
26 Awassi ·
28 Droehnle ·
Masangu ·
Coach: Grégoire